# Siegmund Mewes
Siegmund Mewes (* 26. Februar 1951 in Magdeburg) ist ein ehemaliger deutscher Fußballspieler. In der höchsten Spielklasse des DDR-Fußballs, der Oberliga, spielte er für den 1. FC Magdeburg. Mewes war auf repräsentativer Ebene für den DFV in der Junioren- und Nachwuchsauswahl sowie der B-Nationalmannschaft aktiv.

## Sportliche Laufbahn

### Gemeinschafts- und Clubstationen
Mewes begann seine Laufbahn als Fußballspieler im Alter von sieben Jahren bei der BSG Rotation in Magdeburg. 1961 wechselte er innerhalb der Bezirkshauptstadt zur BSG Aufbau Elbe und wurde 1965 zum SC Aufbau Magdeburg, dem späteren 1. FC Magdeburg, delegiert. Dort durchlief er die Nachwuchsmannschaften und nahm auf dem Weg in den Erstligakader des FCM den Weg über die 2. Mannschaft, die Ende der 1960er-Jahre in der zweitklassigen Liga antrat. Nach der Schulausbildung nahm er parallel eine Lehre als Kfz-Schlosser auf. Ab der Spielzeit 1970/71, präziser seit dem März 1971, spielte sich der 1,85 Meter große Mewes im Magdeburger Oberligakader fest, da er in zwölf der 13 Rückrundenbegegnungen aufgeboten wurde.
Mit 21 Oberligaeinsätzen wurde er in der Saison 1971/72 als Stammspieler mit der Krügel-Elf DDR-Meister, sein erster Titel im Männerfußball. Danach kamen weitere Titel im Jahrestakt: 1973 Gewinner des FGDB-Pokals sowie 1974 und 1975 zwei weitere Meisterschaften. 1978, 1979 und 1983 stand Mewes ebenfalls in der siegreichen Magdeburger Pokalsiegerelf. Den wertvollsten Titel der Magdeburger, den Europapokal der Pokalsieger verpasste er auf dem Feld, da er im Endspiel 1974 nicht zum Einsatz kam. Mewes hatte aber zuvor mit fünf Einsätzen und einem Tor in diesem Wettbewerb am Erfolg maßgeblich mitgewirkt.
Als er im Alter von 34 Jahren seine Karriere als aktiver Fußballspieler beim 1. FC Magdeburg beendete, hatte er für seine Mannschaft bis 1984/85 296 Oberligaspiele bestritten und 56 Tore erzielt. Außerdem wurde er in 40 Europapokalspielen eingesetzt, in denen ihm sechs Treffer gelangen.

### Auswahleinsätze
Ende 1968 wurde der FCM-Kicker das erste und zugleich letzte Mal in der DDR-Juniorennationalelf eingesetzt. Beim 4:1-Sieg gegen Finnland zählte der als Angreifer spielende Mewes nicht zu den Torschützen. Für die ostdeutsche Nachwuchswahl bestritt Mewes sechs Partien – fünf in der damaligen U-23 und eines in der U-21. In der B-Nationalelf der DDR kam der Magdeburger zwischen 1976 und 1977 zweimal zum Einsatz.

## Weiterer Werdegang
Jeweils für kurze Zeit war Mewes, der auch zum Maschinenbau-Ingenieur ausgebildet worden war, als Trainer beim 1. FC Magdeburg tätig. In der Saison 1985/86 agierte er als Assistenztrainer bei der in der drittklassigen Bezirksliga spielenden 2. Mannschaft.
In der letzten eigenständigen Saison des ostdeutschen Erstligafußballs arbeitete er – assistiert von seinem früheren Mitspieler Martin Hoffmann – als Cheftrainer des Oberligateams, das er von dem in die Bundesrepublik gewechselten Joachim Streich übernommen hatte. Unter seiner Leitung belegten die Magdeburger in der regulären Spielzeit den 10. Tabellenplatz. In der sich anschließenden Qualifikationsrunde zur neuen gesamtdeutschen 2. Bundesliga konnte der FCM, noch weiter mit Mewes auf der Bank und seinem früheren Trainer Krügel als Sportdirektor agierend, keinen der beiden Aufstiegsplätze erringen. Der frühere Europapokalsieger musste in der Premierensaison der drittklassigen Amateur-Oberliga im NOFV-Bereich antreten – da bereits wieder mit seinem Vorgänger Streich, inzwischen bei Eintracht Braunschweig entlassen, auch als seinem Nachfolger.
Im April 2014 arbeitete er als Reha-Sportlehrer im Berufsförderungswerk Sachsen-Anhalt in Staßfurt.

## Trivia
Sein Sohn Mark Mewes war als Torwart unter anderem beim 1. FC Magdeburg und beim FSV Zwickau aktiv.